# The Best of The Marshall Tucker Band - The Capricorn Years
| Recensione | Giudizio |
| ---------- | -------- |
| AllMusic   | [ 1 ]    |

The Best of The Marshall Tucker Band - The Capricorn Years è una raccolta in un doppio CD della The Marshall Tucker Band, pubblicato dalla Era Records nel 1994.

## Tracce
Compact Disc - 1
1. Take the Highway – 6:10 (Toy Caldwell) – Tratto dall'album: The Marshall Tucker Band (1973)
2. Can't You See (45 Version) – 3:25 (Toy Caldwell) – Pubblicato solo in versione singolo (Side A, CPR 0021) nel giugno del 1973
3. Hillbilly Band – 2:32 (Toy Caldwell) – Tratto dall'album: The Marshall Tucker Band (1973)
4. See You Later, I'm Gone – 3:01 (Toy Caldwell) – Tratto dall'album: The Marshall Tucker Band (1973)
5. A New Life – 6:36 (Toy Caldwell) – Tratto dall'album: A New Life (1974)
6. Blue Ridge Mountain Sky – 3:30 (Toy Caldwell) – Tratto dall'album: A New Life (1974)
7. Another Cruel Love – 3:55 (Toy Caldwell) – Tratto dall'album: A New Life (1974)
8. This Ol' Cowboy (45 Version) – 3:37 (Toy Caldwell) – Pubblicato solo in versione singolo (Side A, CPS 0228) nell'aprile del 1975
9. In My Own Way – 7:17 (Toy Caldwell) – Tratto dall'album: Where We All Belong (1974)
10. Where a Country Boy Belongs – 4:32 (Toy Caldwell) – Tratto dall'album: Where We All Belong (1974)
11. Try One More Time – 4:46 (Toy Caldwell) – Tratto dall'album: Where We All Belong (1974)
12. Ramblin' (Live) – 5:35 (Toy Caldwell) – Tratto dall'album: Where We All Belong (1974)
13. 24 Hours at a Time (Live) – 13:17 (Toy Caldwell) – Tratto dall'album: Where We All Belong (1974)

Durata totale: 68:13
Compact Disc - 2
1. Fire on the Mountain – 3:53 (George McCorkle) – Tratto dall'album: Searchin' for a Rainbow (1975)
2. Searchin' for a Rainbow (45 Version) – 3:04 (Toy Caldwell) – Pubblicato solo in versione singolo (Side A, CPS 0251) nel gennaio del 1976
3. Walkin' and Talkin' – 2:25 (Toy Caldwell) – Tratto dall'album: Searchin' for a Rainbow (1975)
4. Virginia – 4:54 (Toy Caldwell) – Tratto dall'album: Searchin' for a Rainbow (1975)
5. Bob Away My Blues – 2:42 (Toy Caldwell) – Tratto dall'album: Searchin' for a Rainbow (1975)
6. Can't You See (Live) – 6:25 (Toy Caldwell) – Tratto dall'album: Searchin' for a Rainbow (1975)
7. Long Hard Ride (45 Version) – 2:49 (Toy Caldwell) – Pubblicato solo in versione singolo (Side A, CPS 0258) nel 1976
8. Am I the Kind of Man – 4:21 (Toy Caldwell) – Tratto dall'album: Long Hard Ride (1976)
9. You Say You Love Me – 3:57 (Toy Caldwell) – Tratto dall'album: Long Hard Ride (1976)
10. Fly Like an Eagle – 3:02 (Toy Caldwell) – Tratto dall'album: Carolina Dreams (1977)
11. Heard It in a Love Song (45 Version) – 3:30 (Toy Caldwell) – Pubblicato solo in versione singolo (Side A, CPS 0270) nel marzo del 1977
12. Desert Skies – 6:20 (Toy Caldwell) – Tratto dall'album: Carolina Dreams (1977)
13. I'll Be Loving You – 5:30 (Toy Caldwell) – Tratto dall'album: Together Forever (1978)
14. Dream Lover – 4:40 (Jerry Eubanks, George McCorkle) – Tratto dall'album: Together Forever (1978)

Durata totale: 57:32

## Musicisti
Take the Highway, Can't You See, Hillbilly Band e See You Later, I'm Gone
- Toy Caldwell - chitarra solista, chitarra acustica, chitarra steel
- George McCorkle - chitarra ritmica, chitarra acustica
- Doug Gray - voce solista, percussioni
- Jerry Eubanks - flauto, sassofono alto, percussioni, accompagnamento vocale
- Tommy Caldwell - basso elettrico, accompagnamento vocale
- Paul Riddle - batteria

A New Life, Blue Ridge Mountain Sky e Another Cruel Love
- Toy Caldwell - chitarra steel, chitarra slide, chitarra acustica, chitarra elettrica
- Toy Caldwell - voce solista (brano: Blue Ridge Mountain Sky)
- George McCorkle - banjo, chitarra acustica, chitarra elettrica
- Doug Gray - voce solista (brani: A New Life e Another Cruel Love), percussioni
- Jerry Eubanks - flauto, sassofono, accompagnamento vocale
- Tommy Caldwell - basso, accompagnamento vocale
- Paul Riddle - batteria
- Paul Hornsby - tastiere
- Charlie Daniels - fiddle
- Jaimoe - congas
- Oscar Jackson - strumenti a fiato
- Earl Ford - strumenti a fiato
- Harold Williams - strumenti a fiato
- Todd Logan - strumenti a fiato

This Ol' Cowboy (45 Version), In My Own Way, Where a Country Boy Belongs e Try One More Time
- Toy Caldwell - chitarra elettrica, chitarra acustica, chitarra steel
- Toy Caldwell - voce solista (brano: This Ol' Cowboy)
- Doug Gray - voce solista (eccetto in: This Ol' Cowboy), percussioni
- George McCorkle - chitarra elettrica, chitarra acustica, banjo
- Jerry Eubanks - flauto, sassofono alto, sassofono baritono, sassofono tenore, accompagnamento vocale
- Tommy Caldwell - basso, accompagnamento vocale
- Paul Riddle - batteria
- Paul Hornsby - pianoforte, organo, clavinet
- Charlie Daniels - fiddle
- Andy Stein - fiddle
- Jerry Joseph - congas
- Steve Madaio - tromba
- Earl Ford - trombone
- Sam McPhearson - armonica
- Elvin Bishop - chitarra slide (brano: Where a Country Boy Belongs)
- Johnny Vernazza - chitarra slide (brano: Where a Country Boy Belongs)

Ramblin' (Live) e 24 Hours at a Time (Live)
- Toy Caldwell - chitarra solista
- Doug Gray - voce solista, percussioni
- George McCorkle - chitarra ritmica
- Jerry Eubanks - flauto, sassofono alto, accompagnamento vocale
- Tommy Caldwell - basso, accompagnamento vocale
- Paul Riddle - batteria
- Charlie Daniels - fiddle (brano: 24 Hours at a Time (Live))

Fire on the Mountain, Searchin' for a Rainbow (45 Version), Walkin' and Talkin', Virginia, Bob Away My Blues e Can't You See (Live)
- Toy Caldwell - chitarra elettrica, chitarra acustica, chitarra steel, accompagnamento vocale
- Doug Gray - voce solista, percussioni
- George McCorkle - chitarra elettrica, chitarra acustica
- Jerry Eubanks - sassofoni, flauto, accompagnamento vocale
- Tommy Caldwell - basso, accompagnamento vocale
- Paul Riddle - batteria
- Richard Betts - chitarra solista (brano: Searchin' for a Rainbow (45 Version))
- Paul Hornsby - pianoforte, organo
- Charlie Daniels - fiddle
- Chuck Leavell - pianoforte elettrico
- Jerome Joseph (Jaimoe) - congas
- Al McDonald - mandolino
- Leo LaBranche - tromba, arrangiamenti sezione strumenti a fiato

Long Hard Ride (45 Version), Am I the Kind of Man e You Say You Love Me
- Toy Caldwell - chitarra elettrica solista, chitarra acustica, chitarra steel
- Doug Gray - voce solista, percussioni
- George McCorkle - chitarra elettrica ritmica, chitarra acustica
- George McCorkle - chitarra elettrica solista (brano: You Say You Love Me)
- George McCorkle - bull whip (frusta) (brano: Long Hard Ride (45 Version))
- Jerry Eubanks - flauto, sassofoni, armonie vocali
- Tommy Caldwell - basso, armonie vocali
- Paul T. Riddle - batteria
- Charlie Daniels - fiddle
- John McEuen - banjo, mandolino
- Jerome Joseph (Jaimoe) - congas
- Paul Hornsby - pianoforte, organo

Fly Like an Eagle, Heard It in a Love Song (45 Version) e Desert Skies
- Toy Caldwell - chitarra solista, chitarra acustica, chitarra steel
- George McCorkle - chitarra elettrica, chitarra a dodici corde, chitarra acustica
- Doug Gray - voce solista, armonie vocali
- Jerry Eubanks - sassofoni, flauto, armonie vocali
- Tommy Caldwell - basso, tamburello, armonie vocali
- Pau Riddle - batteria
- Paul Hornsby - pianoforte, organo
- Charlie Daniels - fiddle, armonie vocali (brano: Desert Skies)
- Jaimoe - congas

I'll Be Loving You e Dream Lover
- Toy Caldwell - chitarra solista, chitarra acustica, chitarra steel
- George McCorkle - chitarra ritmica, chitarra acustica
- Doug Gray - voce solista, percussioni
- Jerry Eubanks - flauto, sassofono alto, percussioni, accompagnamento vocale
- Tommy Caldwell - basso elettrico, accompagnamento vocale
- Paul Riddle - batteria